# Авшаломов, Джейкоб
Дже́йкоб Авшало́мов (Яков Аронович Авшалумов, англ. Jacob Avshalomov; 28 марта 1919, Циндао — 25 апреля 2013, Портленд) — американский дирижёр и композитор. Отец композитора Дэвида Авшаломова.

## Биография
Родился в семье композитора Аарона Авшаломова, обосновавшегося в Китае вместе со своей женой-американкой. Получил первые уроки музыки у отца. По окончании школы четыре года работал на фабрике, затем помогал отцу при постановке его балета в Шанхае, короткое время служил в американском военном корпусе в Китае и в 1937 году окончательно перебрался в США (с 1944 года — американский гражданин). Учился в Лос-Анджелесе у Эрнста Тоха, затем в Рид-колледже у Жака Гершковича и наконец в Истменовской школе музыки у Бернарда Роджерса, занимался также под руководством Аарона Копленда.
В 1946—1954 гг. преподавал в Колумбийском университете. С университетским оркестром осуществил американскую премьеру Мессы № 1 Антона Брукнера. В 1954—1994 гг. возглавлял Портлендский юношеский филармонический оркестр, сменив на этом посту своего учителя Гершковича и дав в общей сложности 640 концертов; написал также очерк истории этого коллектива (англ. The Concerts Reviewed: 65 Years of the Portland Youth Philharmonic; 1991). Заслуги Авшаломова-дирижёра отметила Премия Дитсона (1965) — старейшая американская премия для дирижёров. В 1994 году ему присвоено звание Почетного гражданина Портленда, а так же Авшаломов был удостоен премии Портлендского центра исполнительских искусств.
В творческом наследии Авшаломова наиболее значительное место занимают оркестровые сочинения, в том числе симфония «Орегон» к 100-летию штата Орегон. Ему также принадлежат камерные и хоровые сочинения.